# Smilax lebrunii
Smilax lebrunii är en enhjärtbladig växtart som beskrevs av Augustin Abel Hector Léveillé. Smilax lebrunii ingår i släktet Smilax och familjen Smilacaceae. Inga underarter finns listade.